# Michael Chang
Michael Te-pei Chang, ameriški tenisač, * 22. februar 1972, Hoboken, New Jersey, ZDA.
Chang je svoj največji uspeh v karieri dosegel z zmago na turnirju za Odprto prvenstvo Francije leta 1989, ko je v finalu v petih nizih premagal Stefana Edberga. S sedemnajstimi leti in 110-imi dnevi v času uspeha je najmlajši zmagovalec turnirjev za Grand Slam vseh časov. Ob tem je še trikrat zaigral v finalih, leta 1995 na turnirju za Odprto prvenstvo Francije, ko ga je v treh nizih premagal Thomas Muster, leta 1996 na turnirju za Odprto prvenstvo Avstralije, ko ga je v štirih nizih premagal Boris Becker, in leta 1996 na turnirju za Odprto prvenstvo ZDA, ko ga je v treh nizih premagal Pete Sampras. Na turnirju za Odprto prvenstvo Anglije je najboljši rezultat dosegel z uvrstitvijo v četrtfinale leta 1994. Chang je bil znan po svoji hitrostni na igrišču in borbeni igri. Najboljšo uvrstitev na teniški jakostni lestvici ATP je dosegel 9. septembra 1996 z drugim mestom. V letih 1992 in 2000 je nastopil na olimpijskem teniškem turnirju. Leta 2008 je bil sprejet v Mednarodni teniški hram slavnih.

## Finali Grand Slamov (4)

### Zmage (1)
| Leto | Turnir                    | Nasprotnik v finalu | Rezultat finala         |
| 1989 | Odprto prvenstvo Francije | Stefan Edberg       | 6–1, 3–6, 4–6, 6–4, 6–2 |

### Porazi (3)
| Leto | Turnir                      | Nasprotnik v finalu | Rezultat finala    |
| 1995 | Odprto prvenstvo Francije   | Thomas Muster       | 7–5, 6–2, 6–4      |
| 1996 | Odprto prvenstvo Avstralije | Boris Becker        | 6–2, 6–4, 2–6, 6–2 |
| 1996 | Odprto prvenstvo ZDA        | Pete Sampras        | 6–1, 6–4, 7–6(3)   |